# توپ‌دره، امیرداغ
توپ‌دره (ترکی استانبولی: Topdere) روستایی است در شهرستان امیرداغ، استان افیون قره‌حصار، ترکیه.